# Schwarza-Sormitz-Gebiet
Das Schwarza-Sormitz-Gebiet ist eine Landschaft im Naturpark Thüringer Schiefergebirge-Obere Saale und eine naturräumliche Untereinheit des Thüringer Schiefergebirges.

## Landschaft

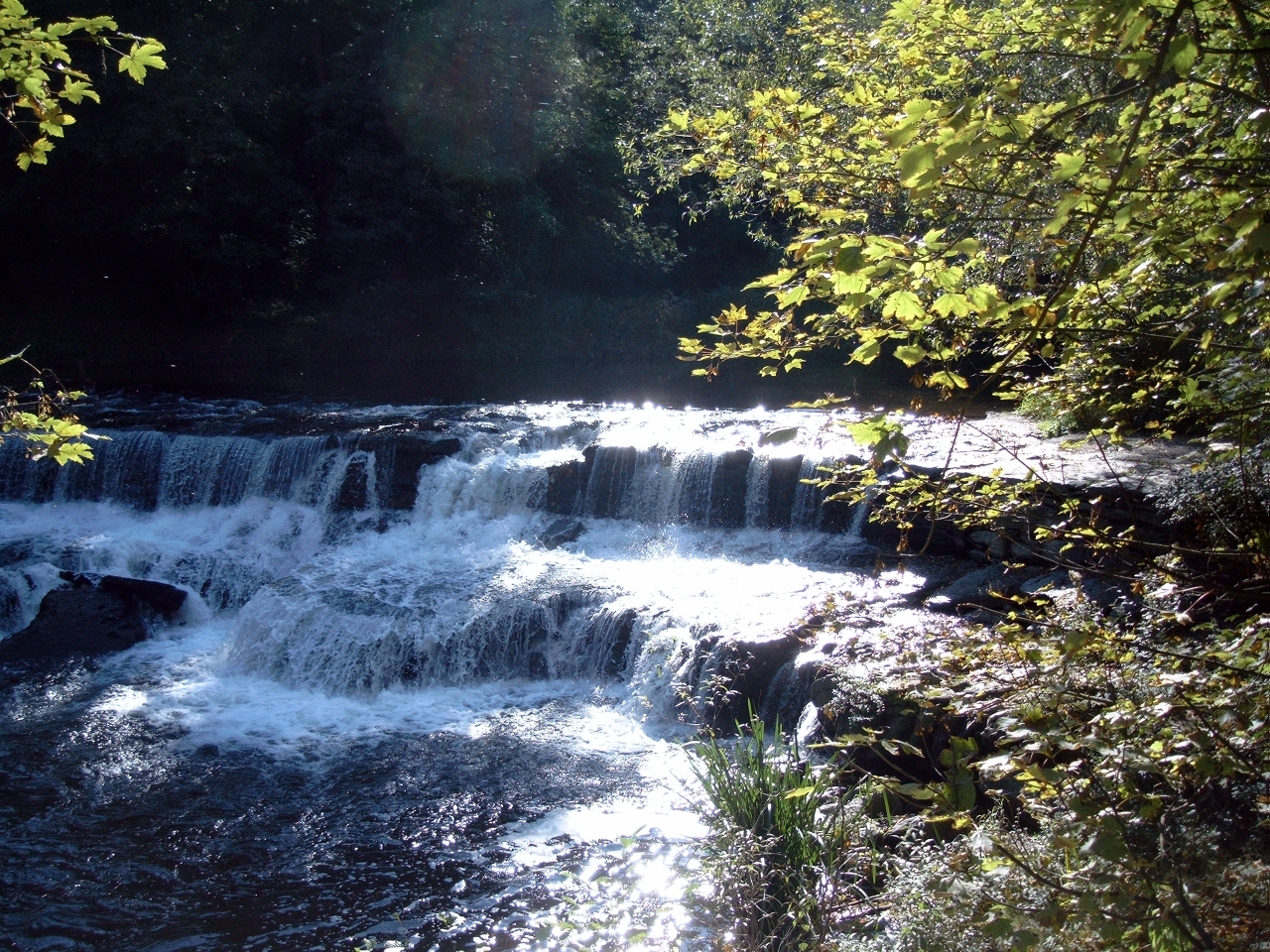
Chrysopras-Wehr in der Schwarza, Bad Blankenburg

Mittelwerte der Niederschlagsmengen 1961–1990 für Steinsdorf (Leutenberg)

Diese Landschaft fasst zwei Flusslandschaften zusammen, die tief eingeschnittene Talaue der Schwarza, eines orographisch linken Nebenflusses der Saale, und das Gebiet um die Sormitz, eines rechten Nebenflusses der Loquitz, die zwei Kilometer hinter der Einmündung der Sormitz von links in die Saale einfällt. Die Schwarza entspringt unweit des Rennsteigs im Nördlichen Hohen Schiefergebirge und passiert auf ihrem Weg nordostwärts zur Saale die alten Kulturlandschaften dessen Nordostabdachung, die auf den Olitätenhandel zurückgehende Raanz, die Schwarzburgische Jagddomäne im mittleren Schwarzatal und knapp entfernt die Ausläufer der Saalfelder Höhe. Die Quellen der Loquitz und der Sormitz liegen ebenfalls unweit des Rennsteigs. Die Loquitz entspringt am Übergang vom Frankenwald zu den östlichen Ausläufern des Thüringer Schiefergebirges bei Lehesten und durchfließt den südlichen Orlagau, namentlich die Thünaischen Güter um Burg Lauenstein auf heute bayerischem Gebiet und die Thüringischen Forsten um die ehemalige Propstei Probstzella und die Herrschaften Gräfenthal, Lichtentanne und Eichicht. Die Sormitz bildet sich etwas weiter östlich in Wurzbach aus zwei Quellbächen und passiert den westlichen Rand der flachwelligeren Ostthüringer Hochfläche, in die sich ihr Bett in nordwestliche Richtung zur Saale mäandernd eingegraben hat. Die Landschaft liegt nahezu vollständig im Süden des Landkreises Saalfeld-Rudolstadt, wo sie im Norden vom Paulinzellaer Buntsandstein-Waldland begrenzt wird. Der Oberlauf der Schwarza im Südwesten der Region, der dem Nördlichen Hohen Schiefergebirge zugerechnet wird, liegt im Landkreis Sonneberg und schließt Hänge im Landkreis Hildburghausen und im Ilm-Kreis ein, im Osten liegt ein Teil des Einzugsgebietes der Sormitz im Saale-Orla-Kreis.
Beide Tallandschaften bieten ein im Vergleich zu den umliegenden Hochflächen geschütztes, deutlich milderes Klima und sind Lebensraum seltener, teilweise vom Aussterben bedrohter Pflanzen und Tiere, wie des Lungen-Enzians und des Eisvogels. Der noch naturnahe Lebensraum weist zahlreiche Steilhangabschnitte auf und hat seinen Wildbach-Charakter bewahrt. Eine geologische Besonderheit der unteren Schwarza sind die Strudeltöpfe. In den sauberen Bächen dieser Region findet die seltene Wasseramsel noch geeigneten Lebensraum. Eine bedrohte Population des Auerhuhns hat in einem Seitental nahe der Schwarza ein Rückzugsgebiet gefunden.
Der Schieferbergbau hat das Gebiet geprägt. Viele Schieferbrüche und Halden sind im Laufe der Zeit zu attraktiven Bestandteilen der Landschaft und zu Lebensräumen für seltene Tiere und Pflanzen geworden. Flechten sind als einzige Lebewesen in der Lage, blankes Gestein zu erschließen und leisten bei der Besiedlung der Schieferhalden Pionierarbeit für nachfolgende höhere Pflanzen. Alte Schieferstollen bilden einen besonderen Lebensraum für viele Tiere und Pflanzen. Wiesen und Weiden in romantischen Bachtälern und bewaldete Hänge sind charakteristisch für diesen Naturraum.
Das gesamte Gebiet wurde relativ spät im Zusammenhang mit der Suche nach Erzlagerstätten besiedelt. Dörfer im Tal der Schwarza und der Loquitz gehen auf Mühlen, Pochwerke, Eisen- und Blechhämmer zurück, das enge Tal der Sormitz weist außer einzelne Mühlen keine Besiedlung auf. An den Hängen zu den Hochflächen hin liegen zahlreiche kleine Dörfer verstreut, die ihre Entstehung dem Holzreichtum verdanken, der von der Grafschaft Schwarzburg und der Benediktinerabtei Saalfeld ausgebeutet wurde. Kohlenmeiler und Glashütten sind noch im Gelände nachweisbar. Städtische Strukturen mit dichterer Besiedlung gibt es nur im nördlichen Randbereich der Region mit den schwarzburgischen Gründungen Leutenberg an der unteren Sormitz und Bad Blankenburg an der unteren Schwarza und den Städten Saalfeld/Saale und Rudolstadt an der Saale.

## Naturräumliche Einordnung
Das Schwarza-Sormitz-Gebiet schließt sich grob nördlich an die schroff zertalte Hochfläche des Hauptkammes des Thüringer Schiefergebirges und seine bewegt reliefierte, kuppigere Nordostabdachung an, wobei der Übergang geologisch unauffällig ist. Im Handbuch der naturräumlichen Gliederung Deutschlands bzw. in nachträglichen Untergliederungen durch das BfN wird das Einzugsgebiet der Sormitz westlich der Saale einer anderen Haupteinheitengruppe zugeordnet als das Einzugsgebiet der Schwarza. Die rein innerthüringische Gliederung Die Naturräume Thüringens der TLUG fasst wiederum alle genannten Landschaften zur Übereinheit Thüringer Gebirge zusammen. In den Haupt-Untergliederungen stimmen indes beide Gliederungen in etwa überein.
Die Teile des Thüringer Schiefergebirges werden naturräumlich wie folgt zugeordnet:
- (zu 39 (= D48) Thüringisch-Fränkisches Mittelgebirge)
  - 392 Thüringisch-Fränkisches Schiefergebirge[5]
    - 392.0 Frankenwald
    - 392.1 Thüringer Schiefergebirge im engeren Sinne[6]
      - 392.10 Südliches (Hohes) Thüringer Schiefergebirge
      - 392.11 Nördliches (Hohes) Thüringer Schiefergebirge

    - Schwarza-Sormitz-Gebiet (491 km² in Thüringen laut TLUG)
- (zu 41 (= D17) Vogtland)
  - 410 Ostthüringisch-Vogtländische Hochflächen (= Ostthüringer Schiefergebirge)
    - Ronneburger Acker- und Bergbaugebiet im äußersten Nordosten des Schiefergebirgsrumpfes
    - Oberes Saaletal zwischen Hirschberg und Saalfeld/Saale
    - Plothener Teichplatte